# 外毒素
外毒素（英語：Exotoxin）是细菌分泌到菌体外的毒性物质，能损坏宿主细胞或引起宿主细胞代谢紊乱，其毒性甚强，可造成重大损害。

## 类型
破傷風桿菌
肉毒桿菌
金黃葡萄球菌
白喉桿菌